# Dysdera machadoi
Dysdera machadoi är en spindelart som beskrevs av José Vicente Ferrández 1996. Dysdera machadoi ingår i släktet Dysdera och familjen ringögonspindlar. Inga underarter finns listade i Catalogue of Life.